# Abraham Pustinjak
Abraham Pustinjak (Menuf, 4. stoljeće - 372.), kršćanski pustinjak i svetac.

## Životopis
Živio je u prvoj polovici 4. stoljeća. 23. godine je bio učenik sv. Pahomija. Nakon nekog vremena, Abraham je prešao preko rijeke Nila i nastanio se u Manufu, gdje je sagradio kolibu te u njoj živio kao pustinjak u potpunoj osamljenosti i odijeljenosti od svijeta. Živio je prema pravilu sv. Pahomija, koje je shvaćao i primjenjivao veoma odlučno. Hranio se biljem, a noći bi provodio u pobožnom bdjenju. U času smrti bio je uz njega sv. Teodor, ljubljeni učenik i nasljednik sv. Pahomija u Phebou. 
Alehsandrijski sinasarij iz 13. stoljeća navodi obilje anegdotskih zgoda iz života toga svetog pustinjaka. Naročito se slavi što je svu hranu praktički sveo na prikupljanje boba, na koji su Egipćani gledali s prezirom. I sveti je pustinjak Abraham u očima svijeta bio jedan od "luđaka", ali promatran očima vjere on je jedini mudar jer je pravo znao vrijednovati ono što je čovjeku najpotrebnije. Trudio se svim silama biti mudar prema mjerilima Evanđelja, prema primjeru poniznoga i siromašnoga Krista. 